# Чигриновка (Могилёвская область)
Чигри́новка (бел. Чыгры́наўка) — деревня в составе Осиновского сельсовета Чаусского района Могилёвской области Республики Беларусь.

## Население
- 2010 год — 13 человек